# Kirchberg am Wagram
Kirchberg am Wagram  är en ort och kommun  i Österrike. Den ligger i distriktet Tulln och förbundslandet Niederösterreich, 42 km nordväst om huvudstaden Wien.
Kommunen består av 13 orter (Ortschaften) (inom parentes invånarantal 1 januari 2024):

- Altenwörth (294)
- Gigging (117)
- Dörfl (231)
- Engelmannsbrunn (277)
- Kirchberg am Wagram (1 450)
- Kollersdorf (169)
- Mallon (102)
- Mitterstockstall (178)
- Neustift im Felde (223)
- Oberstockstall (197)
- Sachsendorf (149)
- Unterstockstall (277)
- Winkl (166)